# Сырмеж
Сырмеж (бел. Сы́рмеж) — агрогородок в Мядельском районе Минской области Белоруссии. В составе Занарочского сельсовета. 

## Этимология
Название является сокращенным вариантом белорусского выражения «сырая мяжа», что означает «граница по воде, реке».

## История
В 1494 году князья Мартин и Якуб, сыновья Петьки Романовича Свирского, судились с боярином Каспаром Германовичем, который женился на вдове их дяди князя Яна Романовича. В своем завещании Ян Романович Свирский отписал жене имения Сырмеж, Споры и Свирь. Судебный процесс растянулся на несколько лет. В 1503 году на великокняжеском суде великий князь Александр Казимирович признал, что Ян Романович Свирский в завещании отдал жене слишком много родовых имений. Великий князь Александр постановил вернуть князьям Свирским имения Сырмеж и Споры.
В 1527 году двор Сырмеж (вероятно, современная д. Малая Сырмеж) был куплен князем Михаилом Ивановичем Мстиславским. Позднее двором Сырмеж владел князь Павел Андреевич Свирский.
В 1528 году князь Юрий Михайлович Свирский продал за 200 коп грошей свой двор Коновницкий в имении Сырмеж Василию Тимофеевичу Ключине. В 1535 году князь Николай Мартинович Свирский поделился с братом Лукашем имением Сырмеж. В 1555 году Сигизмунд Лукашевич Свирский продал свое имение Сырмеж Станиславу Мордасу.
В «Пописе войска литовского 1567 года» дворец Сырмеж Ошмянского повета фигурирует в качестве владения пана Стефана Росского. Вместе с тем, в том же документе сообщается про князя Лукаша Болеславовича Свирского следующее: «А з ынших именей своих — с половицы именья Ясенского, з двора Сирмежского, и з людей Заозерских, гончаров и козьмов, и з дворца купленого Бикштенского ничого не ставил; поведаючи собе некоторые кривды меть од брата своего, и за тым с тых именей войны не служил».
В 1868 году — село в Шеметовской волости Свенцянского уезда Виленской губернии, которое насчитывало 24 двора, 227 жителей.
В 1904 году в деревне проживало 376 жителей. В 1908 году — 47 дворов, 286 жителей.
С 12.10.1940 года — центр Сырмежского сельсовета Свирского района Вилейской области. С 20 сентября 1944 года в составе Молодечненской области. В 1949 году создан колхоз «Новая жизнь». В 1954 году деревня в составе колхоза имени М. Горького (с центром в д. Буйки).
31 августа 1959 года деревня была включена в состав Мядельского района. С 20 января 1960 году — в составе Минской области.
В 1960 году — 184 жителя.
По состоянию на 1 января 1997 года — 52 двора, 120 жителей.
В 2016 году — 75 дворов, 147 жителей.
Деревня состоит из 5 улиц: Заречная, Лесная, Луговая, Тихая, Туристская.

## Достопримечательность
- ДОТ времен Первой мировой войны